# Pereswetoff-Morath
Pereswetoff-Morath ([pɛrɛˈsveːtɔf mʊˈrɑːt]) var en svensk adelsätt av ryskt ursprung, och en av de så kallade bajorsläkterna. Den adliga ätten är utslocknad (på svärdssidan), men släkten fortlever i Sverige genom adoption av en linje på spinnsidan. Den ursprungliga ryska namnformen är Peresvétov (Пересвѣтовъ/Пересветов).

## Det medeltida ursprunget
Den ryska adliga ätten Peresvetov, av vilken ätten Pereswetoff-Morath är en gren, har medeltida ursprung. Den är säkert belagd från mitten av 1400-talet men kan sannolikt föras tillbaka till 1300-talet. Svenska genealogier har felaktigt gjort gällande att det var en bojarsläkt, och ättartavlor såsom Anreps börjar med en ”Iwan Pereswetoff” som skall ha varit sotnik (befälhavare över hundra man) och gift med en furstinna Gagarina, medan hans son Alexander skall ha varit ”Bojar (Rådsherre) i Nowgorod” och gift med en furstinna Galitzina. Deras ättlingar skall sedan huvudsakligen ha varit verksamma i Novgorod. Den danske historikern John H. Lind har emellertid visat att denna stamtavla är ett falsifikat från 1700-talet. Det har föreslagits att en godsägare i furstendömet Dmitrov på 1400-talet i stället var släktens stamfader, men den ryske historikern A.V. Kuzmin har visat att släkten med största sannolikhet härstammar från den östslaviske bojaren och helgonet Alexander Peresvet (d. 1380). Denne kom från Brjansk, beläget i ett område som stundom låg under Moskvaryssland, stundom under Storfurstendömet Litauen. Den ryske och ruthenske politiske 1500-talstänkaren Ivan Peresvetov, som gjorde anspråk på att härstamma från Alexander Peresvet, tillhörde sannolikt en annan gren av ätten. En historisk gissning med utgångspunkt i det sena namnledet ”Morath” om att den svenska ätten skulle ha ”tartariskt” – dvs. tatariskt – ursprung är felaktig och oförenlig med historiska källor.

## I svensk tjänst
En ättling till Alexander Peresvet, Murat Aleksejevitj Peresvetov från Rostov (i äldre svensk genealogisk litteratur felaktigt kallad Per Philipsson Pereswetoff-Morath), trädde i novgorodisk tjänst under den Stora oredan, när svenska trupper under Jacob De la Gardie besatte Novgorod. Inom kort gick han i omedelbar svensk tjänst, enligt en senare uppgift som ryttmästare. Han erhöll av kronan gods i Ingermanland. Murat Peresvetovs son med Agafia Amineva, Alexander, blev med tiden överste till häst och fästningskommendant på Nyenskans. Han erhöll svenskt adligt sköldebrev 1652 och introducerades samma år på nummer 559 under namnet Pereswetoff-Morath, i vilket han fogade sin fars tilltalsnamn till släktnamnet. Hans hustru var Barbara Möller, dotter till diplomaterna Catharina Stopia och Johan Möller. En dotter till överste Alexander Pereswetoff-Morath och Barbara Möller gifte sig med sin kusin, överstelöjtnant Constantin Rubzoff och blev stammoder till den svenska adelsätten med detta namn. På svärdssidan fortlevde ätten med överstelöjtnanten vid Savolax tremänningsbataljon Alexander Pereswetoff-Morath, gift med sin kusin, Barbara Gustaviana Staël von Holstein. Liksom sina två bröder var han verksam i Stora nordiska kriget. En av dessa var generalmajor Carl Pereswetoff-Morath (1665–1736).

## Efter Stora nordiska kriget

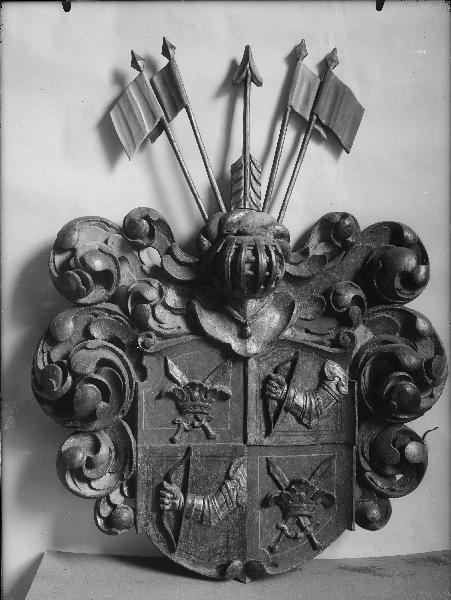
Johan Pereswetoff-Moraths begravningsvapen i Köpings kyrka (1661)

Ättens huvudgren skulle följa Alexanders son överstelöjtnanten Carl Gustaf Pereswetoff-Morath genom två söner ur hans äktenskap med Hedvig Charlotta von Lietzen. Den äldre grenen utgick från kaptenen Georg Bogislaus Pereswetoff-Morath. En ättling till den sistnämnde, Carl Emil Wilhelm Pereswetoff-Morath, var gift med sin syssling Carolina Pereswetoff-Morath, dotter till lagmannen Fredrik Carl Pereswetoff-Morath och Fredrika von Stierneman. Deras äldste son, skriftställaren Fredrik Pereswetoff-Morath slöt ätten på svärdssidan år 1919.
Den yngre grenen av ätten utgick från Georg Bogislaus bror, lagmannen Anders Wilhelm Pereswetoff-Morath, gift med grevinnan Anna Maria Reenstierna, vars sonson kammarherren Carl Wilhelm Pereswetoff-Morath slöt grenen på svärdssidan 1895. Med sin hustru Ebba Forsgrén hade han bland annat dottern Ida Pereswetoff-Morath, som var gift med disponenten Magnus Dahlqvist från Skivarp. Deras son, sedermera överstelöjtnanten Carl-Magnus Pereswetoff-Morath, adopterades av förutnämnde Fredrik Pereswetoff-Morath (äldre grenen) och upptog släktnamnet, dock utan att erkännas som adlig av Riddarhuset. Denna gren är fortlevande i Sverige. Till den hör bland andra förre generalsekreteraren i Sveriges Civilförsvarsförbund Magnus Pereswetoff-Morath (född 1921) och Alexander Iwan Pereswetoff-Morath (född 1969), professor i slaviska språk vid Uppsala universitet.
En bror till Georg Bogislaus och Anders Wilhelm Pereswetoff-Morath, majoren och lingvisten Carl Fredrik Pereswetoff-Morath, hade som enda barn dottern Julia Sophia Dorotea, gift Cavalli. En äldre halvbror till de tre var juristen Alexander Pereswetoff-Morath, vars gren utslocknade på svärdssidan med hans son, hovjägmästaren Carl Gustaf Pereswetoff-Morath. Ytterligare en äldre halvbror, majoren Carl Gustaf Pereswetoff-Morath, var far till överste Carl Axel Pereswetoff-Morath. En son till Anders Wilhelm Pereswetoff-Morath var juristen och författaren Wilhelm Pereswetoff-Morath, som var far till ovannämnde Carl Wilhelm Pereswetoff-Morath.

## Personer med efternamnet Peresvetov/Pereswetoff-Morath
- Alexander Pereswetoff-Morath, död 1687, överste, kommendant
- Alexander Pereswetoff-Morath, död 1709, överstelöjtnant, bataljonsschef
- Alexander Pereswetoff-Morath, 1720–1796, jurist, upplysningsman
- Alexander Pereswetoff-Morath, född 1969, slavist, professor
- Anders Wilhelm Pereswetoff-Morath, 1748–1817, jurist, ämbetsman
- Carl Pereswetoff-Morath, 1665–1736, generalmajor, pietist
- Carl Axel Pereswetoff-Morath, 1763–1844, överste, frimurare, politiker
- Carl Fredrik Pereswetoff-Morath, 1740–1805, officer, författare, lingvist
- Fredrik Pereswetoff-Morath, 1843–1919, skriftställare, diktare
- Ivan Peresvetov, 1500-tal, militär, författare, politisk tänkare
- Magnus Pereswetoff-Morath, född 1921, officer, generalsekreterare
- Wilhelm Pereswetoff-Morath, 1791–1862, jurist, författare